# Dvokodvweni
Dvokodvweni là một inkhundla của Eswatini, nằm ở vùng Lubombo. Vào năm 2007, dân số của nó là 28.252 người.